# Tatort: Ausgespielt
Ausgespielt ist ein Fernsehfilm aus der Kriminalreihe Tatort der ARD und des ORF. Der Film wurde vom Norddeutschen Rundfunk produziert und am 23. Februar 1997 erstmals ausgestrahlt. Es handelt sich um die Tatort-Folge 352. Für den Kriminalhauptkommissar Paul Stoever (Manfred Krug) ist es der 30. Fall. Für seinen Kollegen Peter Brockmöller (Charles Brauer) ist es der 27. Fall, in dem er ermittelt.
Die Hamburger Kriminalhauptkommissare Stoever und Brockmöller setzen sich in diesem Fall mit der Obdachlosenszene auseinander.

## Handlung
Nach einem abendlichen Streit mit seinen Freunden am Hamburger Hafen wird der Jazzmusiker Max Zeller morgens leblos aufgefunden. Die Kriminalhauptkommissare Stoever und Brockmöller werden gerufen und sind erstaunt, den bekannten Musiker hier unter den Obdachlosen vorzufinden. Sie erkundigen sich sogleich in dem Musikclub, in dem sie vor Jahren gemeinsam musiziert hatten. Dort erfahren sie, dass Zeller zuletzt mit der Sängerin Tina Beck zusammen war.
Stöver befragt anschließend Zellers Neffen, der Schulden hat und nun Alleinerbe ist. Da aber Zeller mittellos war, erscheint eine Täterschaft Achim Zellers wenig wahrscheinlich. Während Stoever weiter nach Verdächtigen sucht, macht sich auch der Obdachlose Bruno Fellgiebel auf den Weg. Er hatte von Zeller erfahren, dass ihm jemand seine letzte Komposition gestohlen hat. Mit diesem Wissen geht er auf den Komponisten Detlev Markowski zu, der die Noten sehr wahrscheinlich bei Tina Beck gefunden hatte, mit der er kurz zusammenlebte, nachdem sie sich von Zeller getrennt hatte. Er fordert Geld für sein Schweigen und wird kurz darauf erwürgt in einer Pension aufgefunden. Stoever und Brockmöller befragen daraufhin Fellgiebels obdachlose Kollegen und erhalten den Hinweis auf eine Erpressung, über die sich Fellgiebel letztens geäußert hatte. Zugleich verrät sich aber einer der Männer und dabei erfahren die Kommissare, dass Fellgiebel Zeller erschlagen hat, weil der ihn genervt hatte.
Nachdem sich Stoever und Brockmöller eine alte Saxophonaufnahme von Zeller angehört haben, finden sie eine erstaunliche Ähnlichkeit zu dem aktuellen Nummer-eins-Hit Das andere Leben. Sie recherchieren beim Radiosender und erfahren, dass Detlev Markowski als Komponist angegeben ist. Sie sprechen ihn darauf an und er räumt ein, ein paar Akkorde von Zeller übernommen zu haben, weil der es angeblich nicht mehr „gepackt“ hätte.
Für den Mord an Bruno Fellgiebel kann der vorbestrafte Gewalttäter Victor Schmidt überführt werden. Nachdem es diesem gelingt, aus der Haft zu fliehen, führt er Stoever und Brockmöller unmittelbar zu seinem Auftraggeber, dem Musikproduzenten Sven Planitz. Der hatte von Markowski alle Rechte an der Musik erworben und wollte Das andere Leben als Musical ganz groß herausbringen. Deshalb wollte er sich Urheberstreitigkeiten darüber ersparen.

## Hintergrund
Ausgespielt wurde im Auftrag des NDR von Studio Hamburg Filmproduktion produziert. Der Sänger Bill Ramsey und der norddeutsche Moderator Carlo von Tiedemann haben in diesem Tatort Gastrollen; Gottfried Böttger ist mehrfach als Pianist zu sehen.

## Rezeption

### Einschaltquoten
Bei seiner Erstausstrahlung am 23. Februar 1997 wurde die Folge Ausgespielt in Deutschland von 9,42 Millionen Zuschauern gesehen, was einem Marktanteil von 26,90 Prozent entsprach.

### Kritik
Die TV Spielfilm vergab für diesen Tatort eine mittlere Wertung. Sie befand, er sei „ganz solide, aber frei von jeder Überraschung“, und zog als Fazit: „Verkneift sich leider jeden schrägen Ton.“